# Syrské arabské království
Syrské arabské království (arabsky: المملكة العربية السورية‎, al-Mamlakah al-‘Arabīyah as-Sūrīyah) nebo také království Velké Sýrie byla konstituční monarchie existující krátce na území historické Sýrie (zahrnující většinu Levanty, do té doby ovládané Turky) během první poloviny roku 1920.

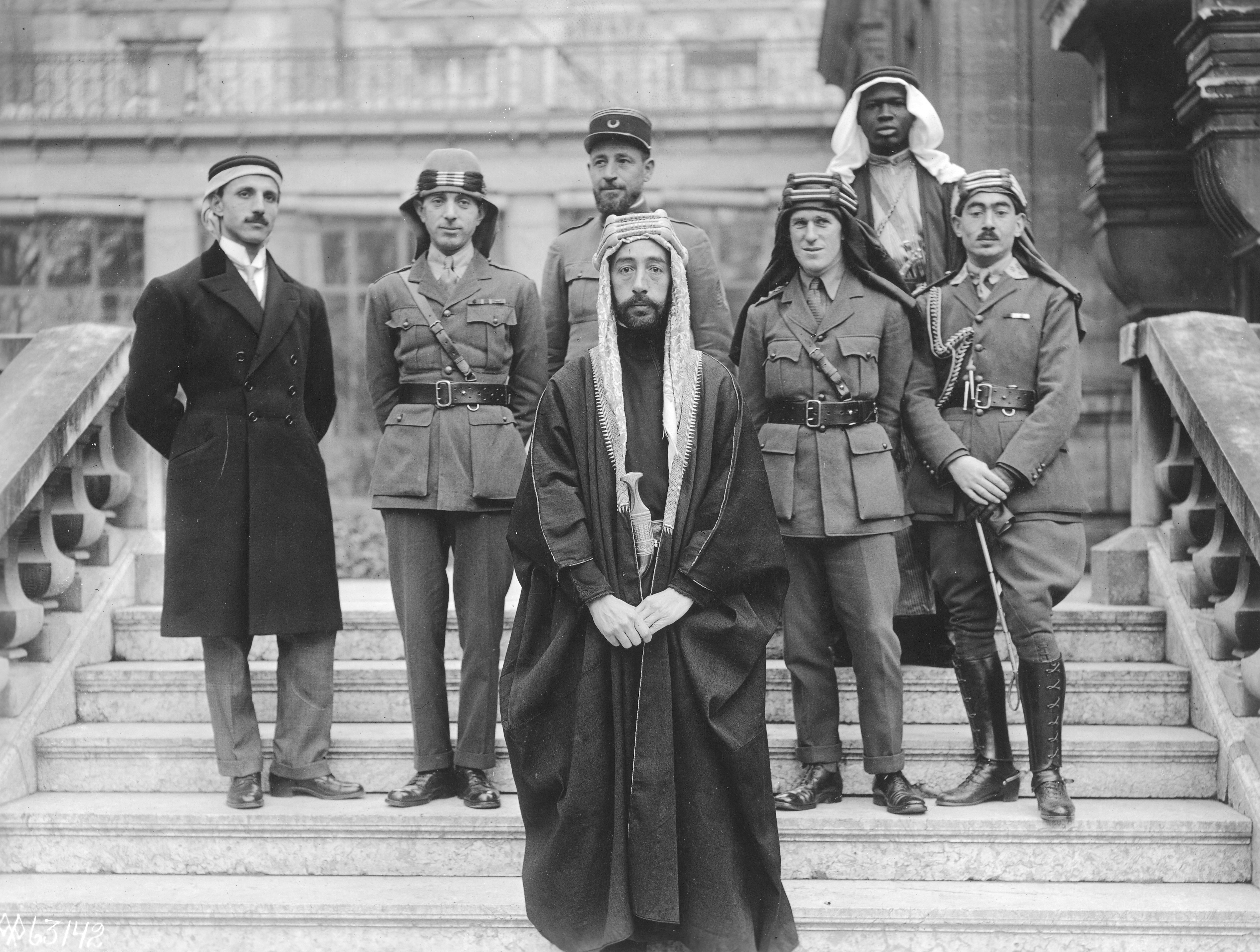
Faisal s T. E. Lawrence a delegací Hejazi na Pařížské mírové konferenci v roce 1919

## Historie

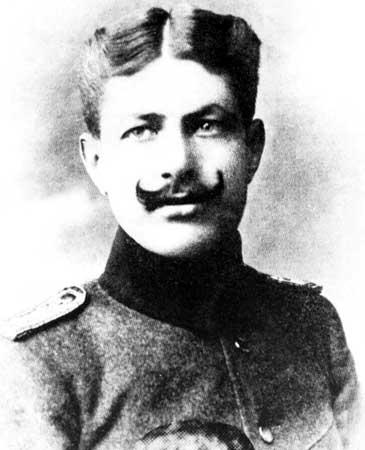
General Yusuf al-Azma

Král Faisal se obával výsledků dlouhého krvavého boje s Francouzi. Yusuf al-'Azma, ministr obrany, však ignoroval královský řád a vedl malou armádu, aby čelila francouzskému postupu do Sýrie. Tato armáda závisela hlavně na pěchotních zbraních a neměla žádnou šanci se vyrovnat na otevřeném terénu modernější armádě Francie. V bitvě u Maysalunu byla syrská armáda snadno poražena, přičemž během bitvy byl zabit generál al-'Azma.Porážka vedla k obléhání a kapitulaci Damašku 25. července 1920..Na pařížské mírové konferenci vstoupil do platnosti francouzský mandát pro Sýrii a Libanon.

## Následující vývoj
Poté, co se Faisal vzdal francouzským silám, odešel žít do Spojeného království v srpnu 1920. Byla mu nabídnuta irácká koruna pod britským mandátem Iráku .
Pro-francouzská vláda pod vedením „Alaa al-Dína al-Darubiho“ byla vytvořena jeden den po pádu Damašku, 25. července 1920 a  1. září 1920 generál Gouraud rozdělil francouzské mandátové území Sýrie do několika menších států jako součást francouzského schématu usnadňujícího ovládání Sýrie.

Království se díky své krátké a bouřlivé existenci stalo předmětem velké inspirace pro pozdější arabská hnutí za osvobození. Byl to často opakovaný příběh arabského lidu, který se vymanil ze svých koloniálních svazků, jen aby byl vykořisťování za svůj revoluční zápal a za odpor vůči imperiální moci. Symbolika pádu Sýrského království také vyvolala hlubokou nedůvěru k evropským mocnostem, které byly považovány za lháře a utlačovatele.

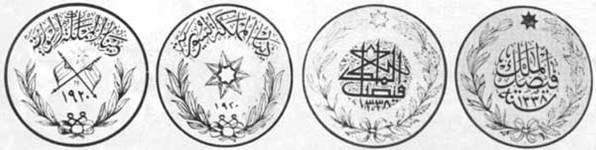
Měna arabského království

## Galerie

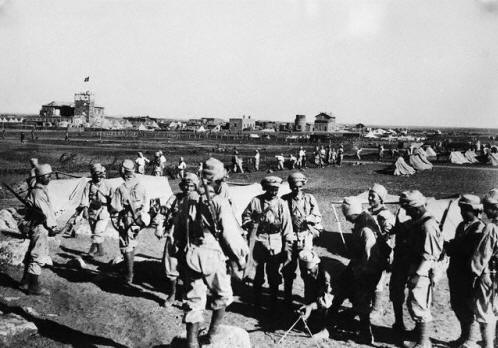
Vojáci syrského království v Maysalunu
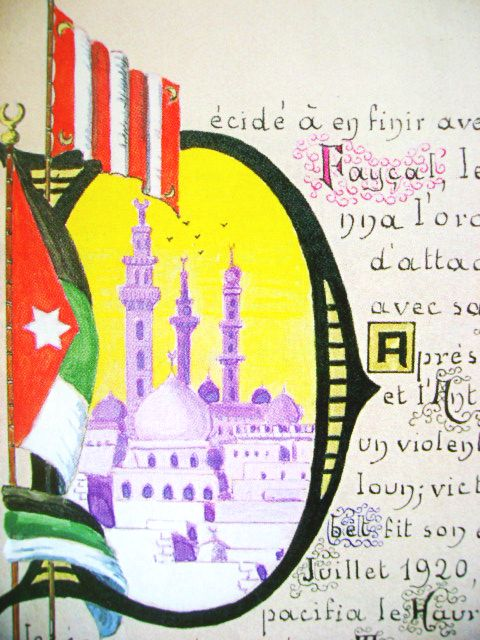
Francouzská kresba oslavující zajetí Damašku v roce 1920
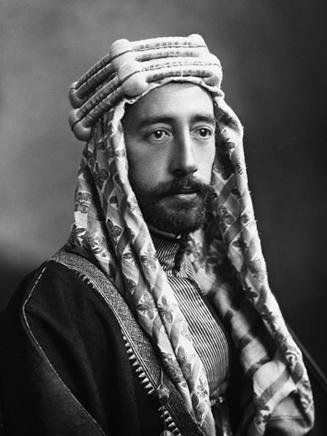
Emír Faisal
Královská standarta syrského krále
Státní znak